# Polygonum darrisii
Polygonum darrisii là một loài thực vật có hoa trong họ Rau răm. Loài này được H. Lév. miêu tả khoa học đầu tiên năm 1912.